# Bernardo Fioriti
Bernardo Fioriti, även benämnd Bernardino Fioriti, född i Rom, var en italiensk skulptör, aktiv från 1643 till 1677. Han var elev till Francesco Mochi.
I kyrkan Santi Luca e Martina vid Forum Romanum har Fioriti utfört bysten till arkitekten och målaren Pietro da Cortonas gravmonument. I vestibulen i kyrkan Santa Maria degli Angeli återfinns Fioritis gravmonument över målaren Salvator Rosa.

## Verk i urval
- Giovanni Lorenzo Berninis byst (cirka 1660) – Philadelphia Museum of Art, Philadelphia[5]
- Giovanni Battista de Luca – Art Institute of Chicago[6]
- Pietro da Cortonas byst (cirka 1669) – Santi Luca e Martina[7][8][9]
- Gravmonument över Salvator Rosa (1673) – Santa Maria degli Angeli[10]

## Bilder
| - Pietro da Cortonas byst, Santi Luca e Martina. - Gravmonument över Salvator Rosa, Santa Maria degli Angeli e dei Martiri. |